# Speocirolana
Speocirolana is een geslacht van pissebedden in de familie Cirolanidae. Het bevat de volgende soorten:
- Speocirolana bolivari (Rioja, 1953)
- Speocirolana disparicornis Botosaneanu & Iliffe, 1999
- Speocirolana endeca Bowman, 1982
- Speocirolana fustiura Botosaneanu & Illife, 1999
- Speocirolana guerrei Contreras-Balderas & Purata Velarde, 1982
- Speocirolana hardeni Bowman, 1992
- Speocirolana lapenita Botosaneanu & Iliffe, 1999
- Speocirolana pelaezi Bolivar y Pieltain, 1950
- Speocirolana prima Schotte, 2002
- Speocirolana pubens Bowman, 1982
- Speocirolana thermydronis Cole & Minckley, 1966
- Speocirolana xilitla Alvarez & Villalobos, 2008
- Speocirolana zumbadora Botosaneanu, Iliffe & Hendrickson, 1998